# James Pendleton Lichtenberger
James Pendleton Lichtenberger (* 10. Juni 1870 in Decatur, Illinois; † 17. März 1953) war ein US-amerikanischer Pfarrer und Soziologe sowie  12. Präsident der American Sociological Association.
Nach dem Bachelor-Examen im Jahre 1893 am Eureka College in Illinois übernahm er mehrere Pfarrstellen der Church of the Disciples of Christ, studierte aber auch noch weiter und legte 1902 das Master-Examen am Hiram College in Ohio ab. Als er eine Pfarrstelle in New York City hatte, wurde er 1909 an der Columbia University zum Ph.D. promoviert. Noch im selben Jahr wurde er Professor für Soziologie an der University of Pennsylvania, an der er bis zu seiner Emeritierung lehrte.

## Schriften (Auswahl)
- Divorce. A Study in Social Causation, 1909
- Country Life, 1923.